# المنزل رقم 13 (فلم)
المنزل رقم 13 فيلم مصري أبيض وأسود إنتاج عام 1952 تمثيل فاتن حمامة، محمود المليجي، لولا صدقي، عماد حمدي، فردوس محمد، سراج منير ومن إخراج كمال الشيخ وإنتاج جمال الليثي.

## طاقم العمل
| - فاتن حمامة: نادية - عماد حمدي: شريف كامل / مهندس معماري - لولا صدقي: سونيا شاهين - محمود المليجي: د. عاصم إبراهيم - سراج منير: المحقق - فردوس محمد: ام شريف | - وداد حمدي: سنية / خادمة نادية - عبد الرحيم الزرقاني: المحامي - زكي إبراهيم: أبو نادية - عمر الجيزاوي: خادم القتيل - عبد المنعم إسماعيل: الحاج عاشور / مقاول - فوزية مصطفى: ممرضة العيادة | - علي عرابي: خادم منزل أم شريف - جينا: إحدى الراقصات - توفيق إسماعيل: صابر أفندى - سيد عبد الله: موظف في مكتب شريف كامل - هيرمين - ايلين دياتو | - محمد زايد: عباس القتيل - علية علي: الراقصة - أنور السيد: الضابط - عبد المنعم سعودي: المأذون - أحمد الحداد: الجنايني |

## روابط خارجية
- مقالات تستعمل روابط فنية بلا صلة مع ويكي بيانات